# 2206 Gabrova
2206 Gabrova è un asteroide della fascia principale. Scoperto nel 1976, presenta un'orbita caratterizzata da un semiasse maggiore pari a 3,0148011 UA e da un'eccentricità di 0,0467197, inclinata di 10,94062° rispetto all'eclittica.
L'asteroide è dedicato alla città bulgara Gabrovo.